# Oleșnea, Ripkî
Oleșnea (în ucraineană Олешня) este localitatea de reședință a comunei Oleșnea din raionul Ripkî, regiunea Cernihiv, Ucraina.

## Demografie
Componența lingvistică a localității Oleșnea
     Ucraineană (92,77%)
     Rusă (5,6%)
     Belarusă (1,53%)
Conform recensământului din 2001, majoritatea populației localității Oleșnea era vorbitoare de ucraineană (92,77%), existând în minoritate și vorbitori de rusă (5,6%) și belarusă (1,53%).